# 髙橋美海
髙橋 美海（たかはし みみ、1999年7月17日 - ）は、日本のアイドルであり、ラストアイドルの元メンバーであり、「ラストアイドル2期生アンダー」の元メンバーである。「×純文学少女歌劇団」の元メンバー（傘飛空メリー）である。神奈川県出身。身長165cm。血液型はO。NRC PRODUCTION所属。

## 略歴
髙橋美海は、テレビ朝日にて放送されていたオーディション番組「ラストアイドル」3rdシーズン第1回（2018年4月15日放送）において、ラストアイドル二期生暫定メンバーとして紹介された。オーディションを受けたきっかけは、渋谷の街中で聴いたラストアイドルの「バンドワゴン」だったという。
2018年5月12日、ラストアイドル立ち位置暫定バトルで田中祐奈の挑戦を受け敗退。バトルでは、My Little Lover「Hello.Again～昔からある場所～」を歌唱。
2018年10月7日、ラストアイドル2期生アンダーとして活動することが決定。
2018年12月4日、池袋サンシャインシティ噴水広場でラストアイドル2期生アンダーメンバーとしてデビューイベントを行う。
2018年12月5日、ラストアイドルの5thシングル「愛しか武器がない」の共通カップリング曲「サブリミナル作戦」で「ラストアイドル 2期生アンダー」としてCDデビュー。
2019年3月11日、SHOWROOM内で開催された「超十代2019」出演権争奪戦にて7位で入賞はできなかったが、審査員賞に選ばれ出演決定。
2019年3月26日、「超十代2019」でランウェイを歩く。
2019年4月17日、ラストアイドルの6thシングル「大人サバイバー」で表題曲に初参加。typeCのカップリング曲「青春0対0」にも参加。
2019年9月11日、ラストアイドルの7thシングル「青春トレイン」に参加。
2020年3月、美容専門学校を卒業。
2021年1月18日～24日、SHOWROOMで行われたラストアイドル×『bis』レギュラーモデルバトルでグループBの2位に入賞。
2021年4月28日、ラストアイドルの10thシングル「君は何キャラット?」に参加。
2021年12月8日、ラストアイドルの11thシングル「Break a leg!」の共通カップリング曲「独り言の存在証明」に参加。
2022年5月31日、ラストアイドル活動終了。
2022年8月11日、ｘ純文学少女歌劇団（ふじゅんぶんがくしょうじょかげきだん）の傘飛空メリーとして活動。
2024年11月30日、ｘ純文学少女歌劇団（ふじゅんぶんがくしょうじょかげきだん）が解散。傘飛空メリーとしての活動終了。
2024年12月、TWIN PLANETを退所し、NRC PRODUCTIONに所属となった。

## 人物
- 誕生日は、1999年7月17日[1]。
- 身長は、165cm。
- 血液型は、O型。
- 出身地は、神奈川県。
- ニックネームは、みみちゃん、たかぱち、みみたん。
- 趣味は、茶道、ヘアメイク。
- 特技は、ガラケー高速打ち。
- 好きな食べ物は、ラーメン、お寿司、アイス。
- 好きなキャラクターは、KIRIMIちゃん、ちいかわ なんか小さくてかわいいやつ。
- 愛犬の幸を自身のTwitterヘッダーにイラスト化して掲載する溺愛ぶり。
- ラストアイドルで知り合った水野舞菜とはとくに仲がよく、2人合わせてみみんちょすというコンビ名があった。

## 出演
テレビ
- ラストアイドル 3rdSEASON (2018年4月15日 - 9月30日、テレビ朝日)
- ラストアイドル フォースシーズン 〜ラスアイ、よろしく！〜 (2018年10月14日 - 2019年9月29日、テレビ朝日)
- ラストアイドル 〜ラスアイ、よろしく！〜 (2019年10月3日 - 2022年3月26日、テレビ朝日、AbemaTV、テレ朝動画、TELASA、TVer)
- ABEMA「宇垣美里と考える30からの歩き方」 (2023年3月15日・3月22日・3月29日、abema.tv)

映画
- 「みをつくし料理帖」[7]

舞台
- 舞台『岸和田少年愚連隊〜あの頃のハートは今もある〜』（2020年11月14 - 23日、こくみん共済 coop ホール / スペース・ゼロ、劇団TEAM-ODAC） - リョーコ 役、相澤瑠香とのWキャスト[8]
- 舞台『球詠』
  - 『球詠』（2021年6月24日 - 30日、草月ホール） - 浅井花代子 役[9]
  - 『球詠 ～vs 影森・梁幽館編～』（2022年2月17日 - 23日、新宿村LIVE） - 小林依織 役[10]
- 舞台「X純文学少女歌劇団」 - 傘飛空メリー 役
  - File No.0000『フェアリーテイルは盗まれた』（2022年9月5日 - 11日、Theater Mixa）[11]
  - File No.0001『マエストロには背を向けよ』（2023年5月3日 - 7日、Theater Mixa）[12]
  - File No.0002『パラノイドには騙されない』（2024年6月21日 - 26日、Theater Mixa）[13]
- 舞台『回路』（2023年10月17日 - 10月21日、シアターサンモール）[14]
- 特殊ミステリー歌劇『心霊探偵八雲』-呪いの解法-（2024年2月21日 - 3月3日、品川プリンスホテル クラブeX） - 前山田アンカ 役[15]

WEB
- 日刊大衆EXオンライン「ラストアイドルのすっぴん!」[16]